# 北海道農業専門学校
北海道農業専門学校（ほっかいどうのうぎょうせんもんがっこう）とは、北海道札幌市豊平区にある専門学校。創立者は栗林元二郎。運営は学校法人八紘学園（はっこうがくえん）。文部科学大臣から全学科を「職業実践専門課程校」として認可されている。体験教育主体の教育システムが特色である。男女共に全寮制となっており、学生は八紘寮へ入寮する。

## 学科
- 農業科（2年制）
  - 園芸コース：野菜科、花き科、果樹科
  - 畜産コース：乳牛科、日高畜産科、耕作機械科

（コースと専攻は2年次に選択）

## 沿革
- 1930年4月 - 北海道庁長官より八紘学園設立認可。
- 1934年4月 - 文部大臣より財団法人八紘学院設置認可。
- 1946年4月 - 財団法人月寒学院に改称。
- 1952年4月 - 北海道知事より準学校法人月寒学院認可。
- 1971年4月 - 北海道知事より学校法人月寒学院認可。
- 1971年11月 - 校名を八紘学院に改称。
- 1976年7月 - 学校法人八紘学園北海道農業専門学校と改称し、専修学校への切り換え認可。
- 2017年2月 - 文部科学省より「職業実践専門課程」に認定[3]。

## アクセス
- 札幌市営地下鉄東豊線福住駅より徒歩5分
- 福住バスターミナルより徒歩6分

## 施設・設備
- 本校（札幌）農場 - 約62ha
- 日高第二農場 - 約128ha
- 花菖蒲園（ハナショウブ）
- 栗林元二郎記念館
- 栗林石庭
- 農畜産加工研究室
- 農産物直売所 - ツキサップ牛乳・ツキサップヨーグルト、花・野菜・果物等を販売している。
- 菜洗神社 - 菜洗（千葉県市川市）の岡田信邸にあった社を引き取ったもの。神体は車折神社の札。狛犬は透かし彫りの鞠を踏む、高度な造型である[4]。札幌軟石製とする資料もあるが[5]、関東から移設された物なので誤りである[4]。

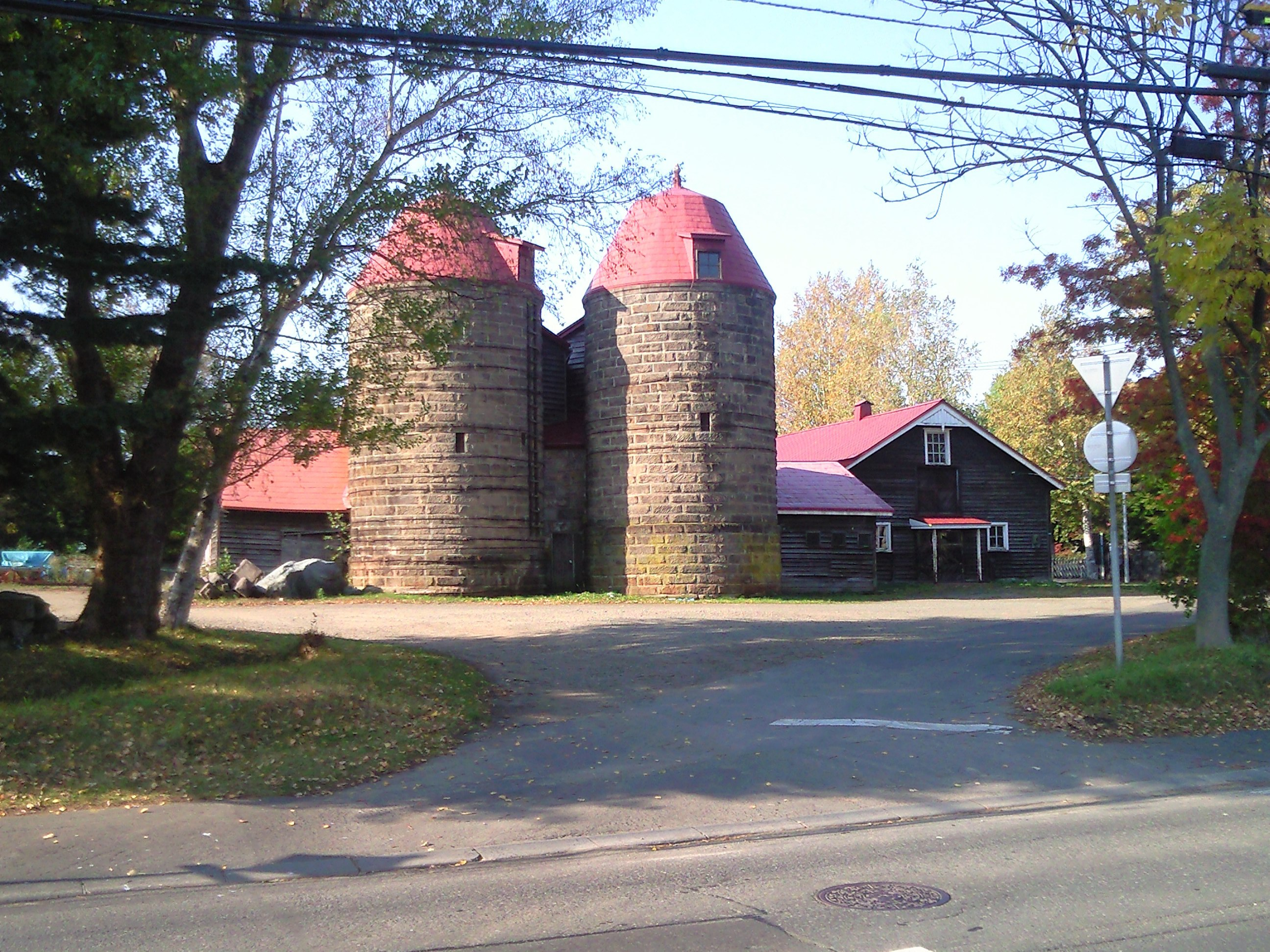
札幌軟石製サイロ。さっぽろ・ふるさと文化百選および、都市景観重要建築物に選定されている。思い出のマーニーのサイロのモデルとされる。
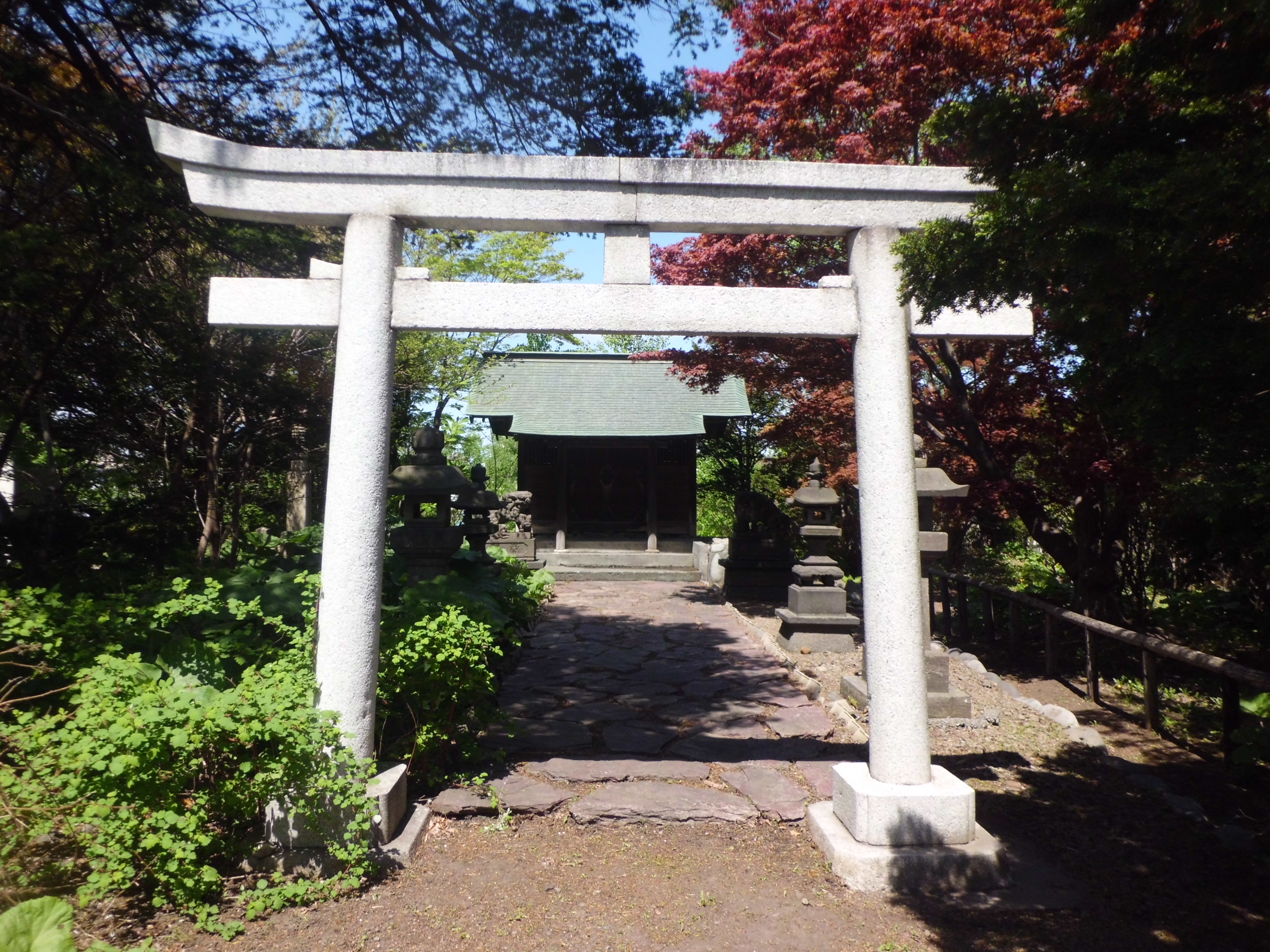
菜洗神社
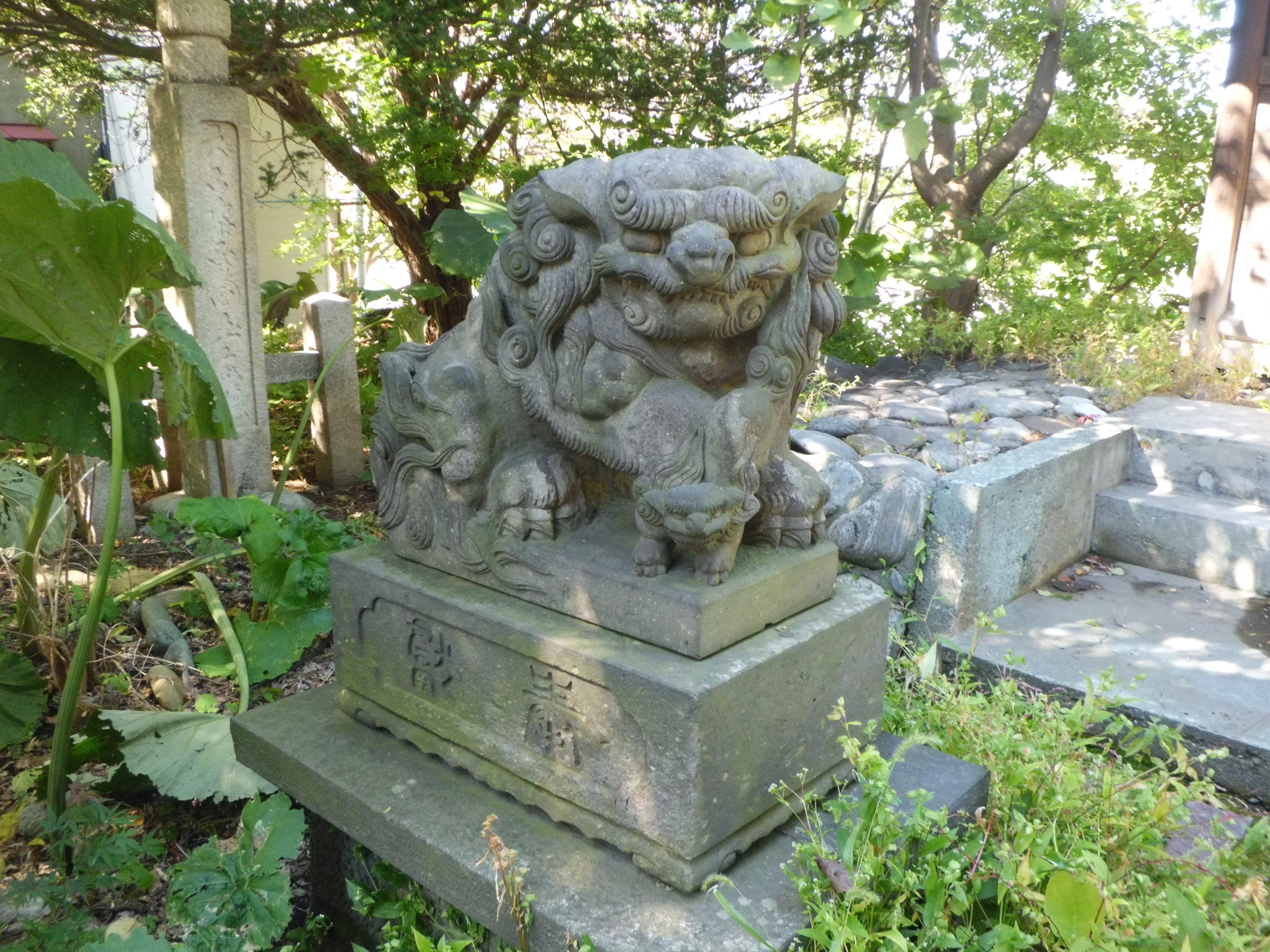
狛犬・吽形
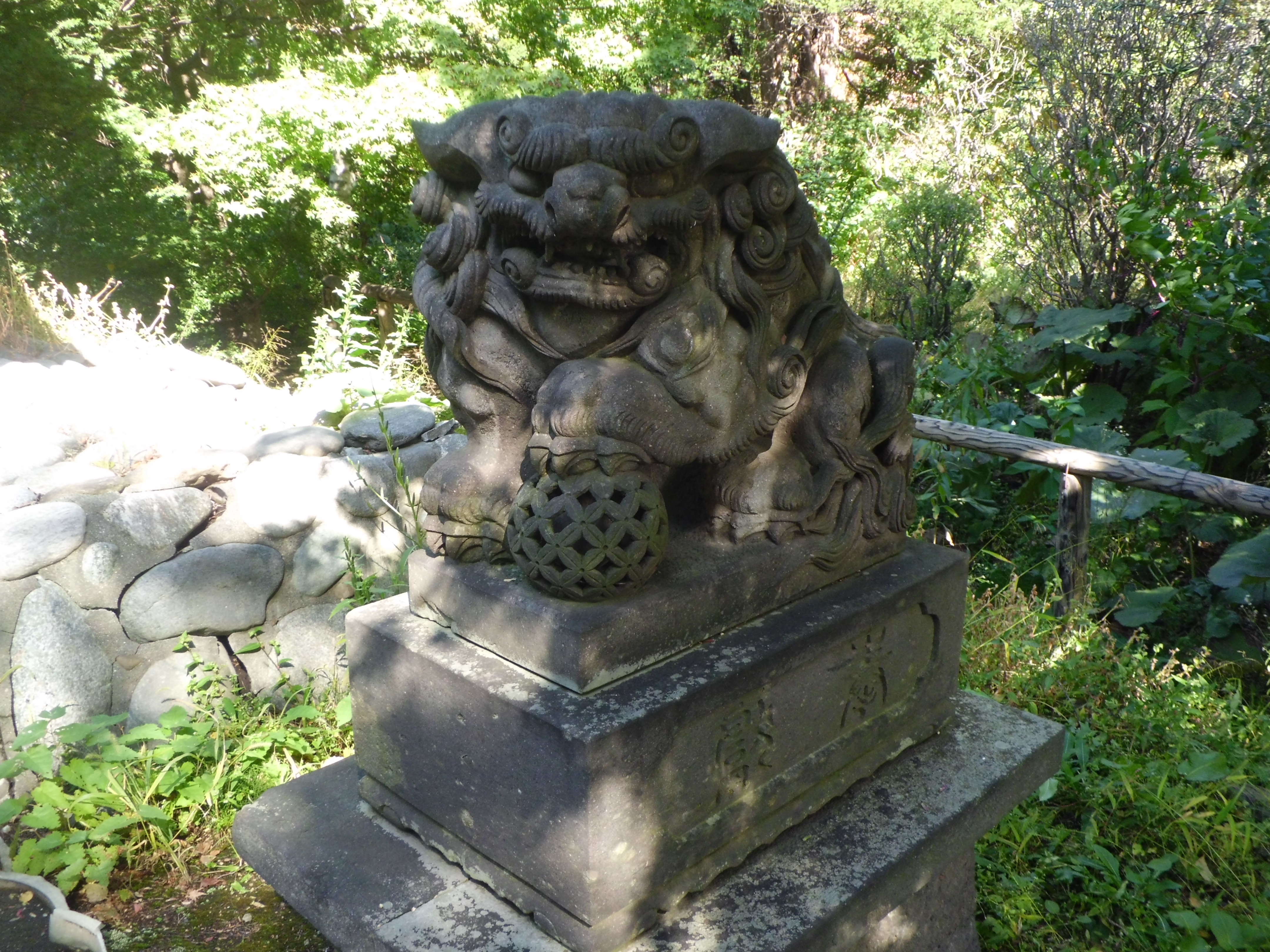
狛犬・阿形

## 学校関係者
- 栗林元二郎（創立者）
- 星野勇三（元学院長）
- 桑原眞人（理事長）